# Хелмек (гмина)
Хелмек (пол. Chełmek) — городско-сельская гмина (волость) в Польше, входит как административная единица в Освенцимский повет, Малопольское воеводство. Население — 12 877 человек (на 2004 год).

## Демография
| Перепись                       | Всего   | Всего | Женщины | Женщины | Мужчины | Мужчины |
| ------------------------------ | ------- | ----- | ------- | ------- | ------- | ------- |
| Единицы                        | человек | %     | человек | %       | человек | %       |
| Население                      | 12 877  | 100   | 6494    | 50,4    | 6383    | 49,6    |
| Плотность населения (чел./км²) | 472,7   | 472,7 | 238,4   | 238,4   | 234,3   | 234,3   |

## Соседние гмины
1. Берунь
2. Гмина Хелм-Слёнски
3. Имелин
4. Явожно
5. Гмина Либёнж
6. Освенцим